# سوله (نیشابور)
سوله (نیشابور)، روستایی از توابع بخش سرولایت شهرستان نیشابور در استان خراسان رضوی ایران است.

## جمعیت
این روستا در دهستان سرولایت قرار دارد و براساس سرشماری مرکز آمار ایران در سال ۱۳۸۵، جمعیت آن ۹۹ نفر (۲۳خانوار) بوده‌است.